# 哈菲兹·艾哈迈德·阿哈图书馆
哈菲兹·艾哈迈德·阿哈图书馆（希臘語：Μουσουλμανική Βιβλιοθήκη Φετχή Πασσά）是希腊南愛琴大區罗得中世纪古城的一座奥斯曼帝国建筑、世界遗产。图书馆于1793年由哈菲兹·艾哈迈德·阿哈创立。
哈菲兹·艾哈迈德·阿哈在18世纪中叶出生在罗得城中心以南3公里的Asgourou村，一个富有的土耳其家庭，后来成为奥斯曼帝国大臣。1789年退休后，又复出任前往麦加代表团的成员，并带去苏丹送给麦加谢里夫的礼物。他在1800-1802之间的一次旅行中去世。
目前图书馆拥有1256本手稿。其中最贵重的是1540年的古兰经、1522年的土耳其围困罗得城的历史，在墙上有老地图。

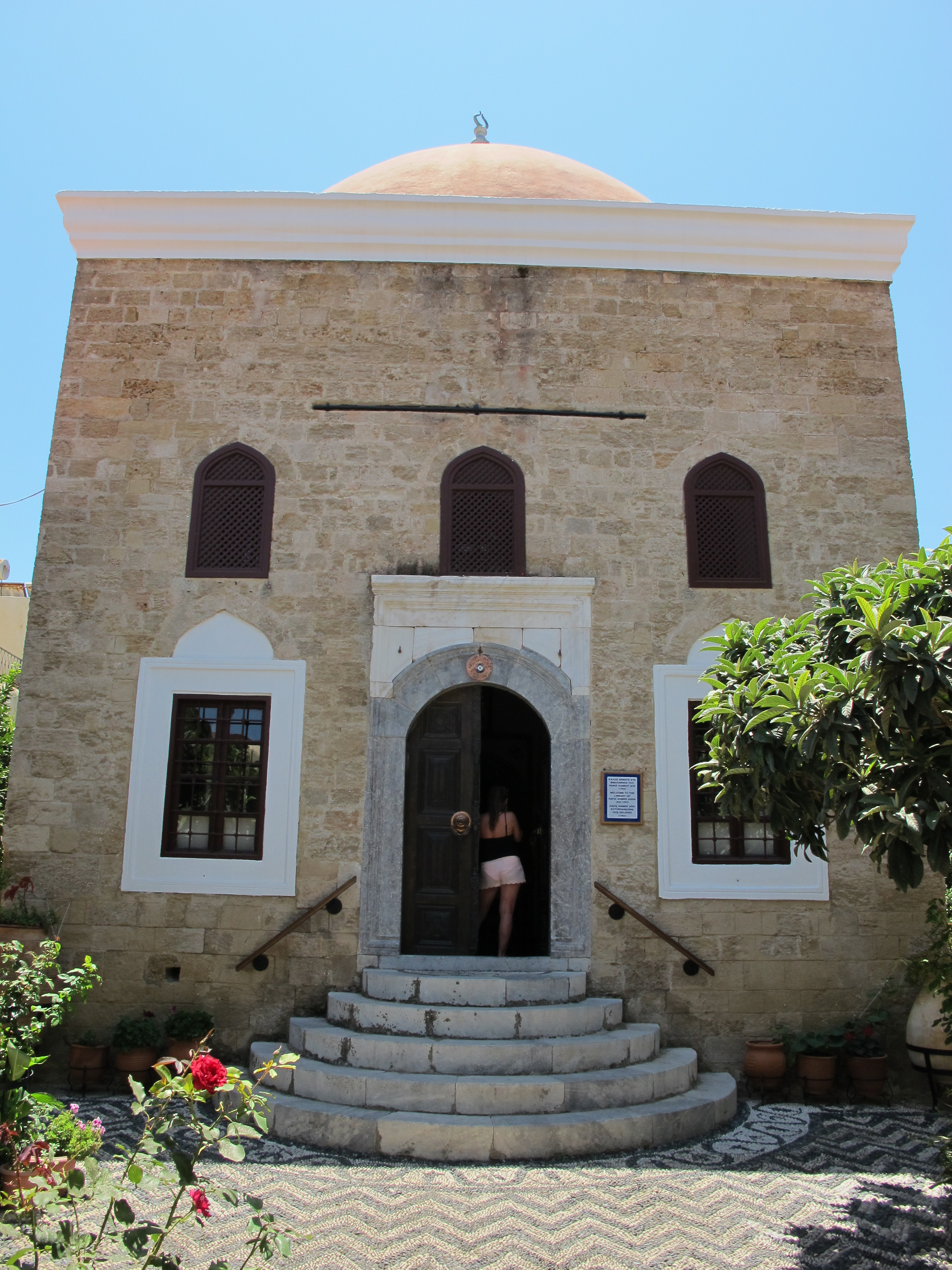
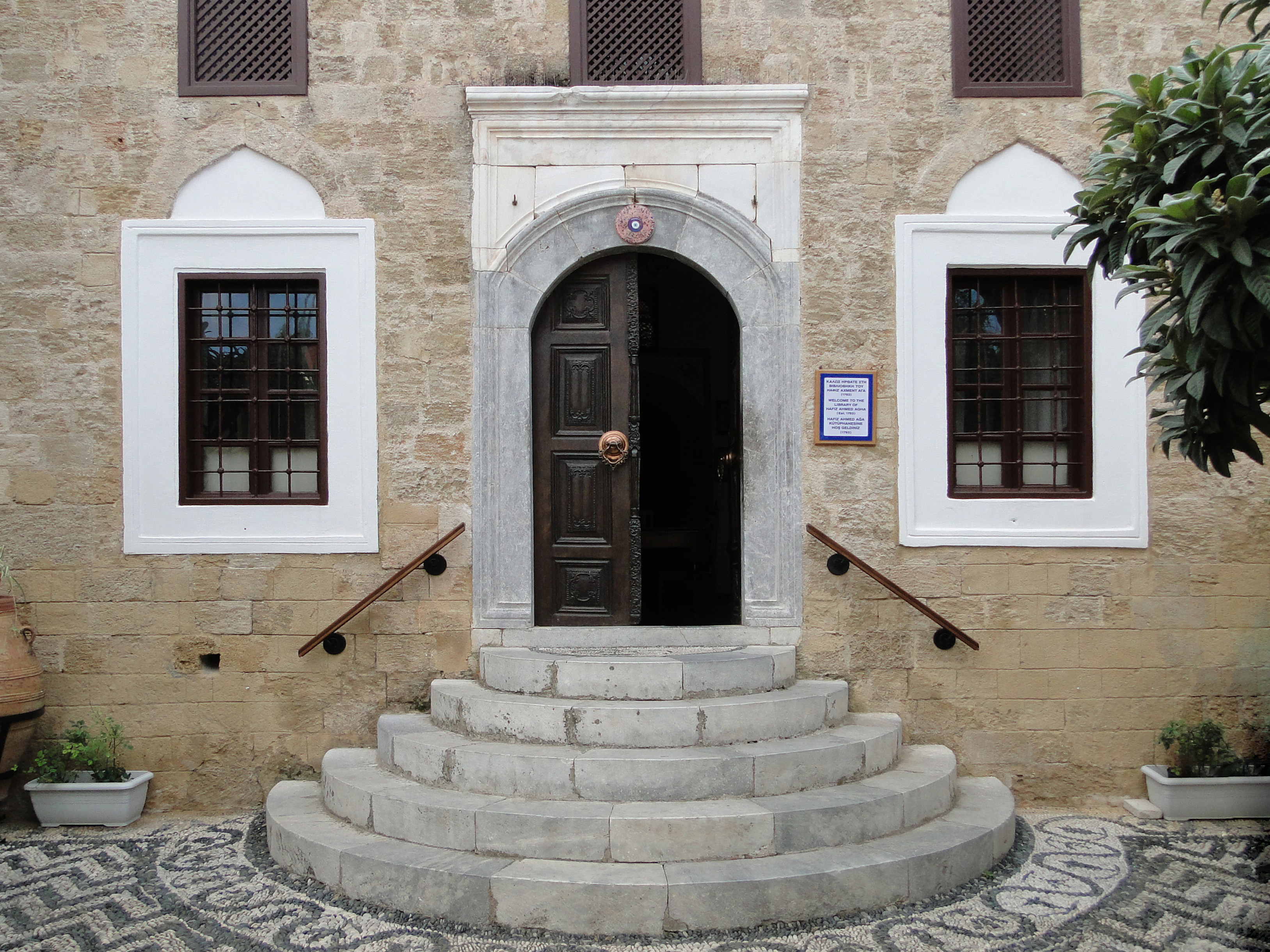
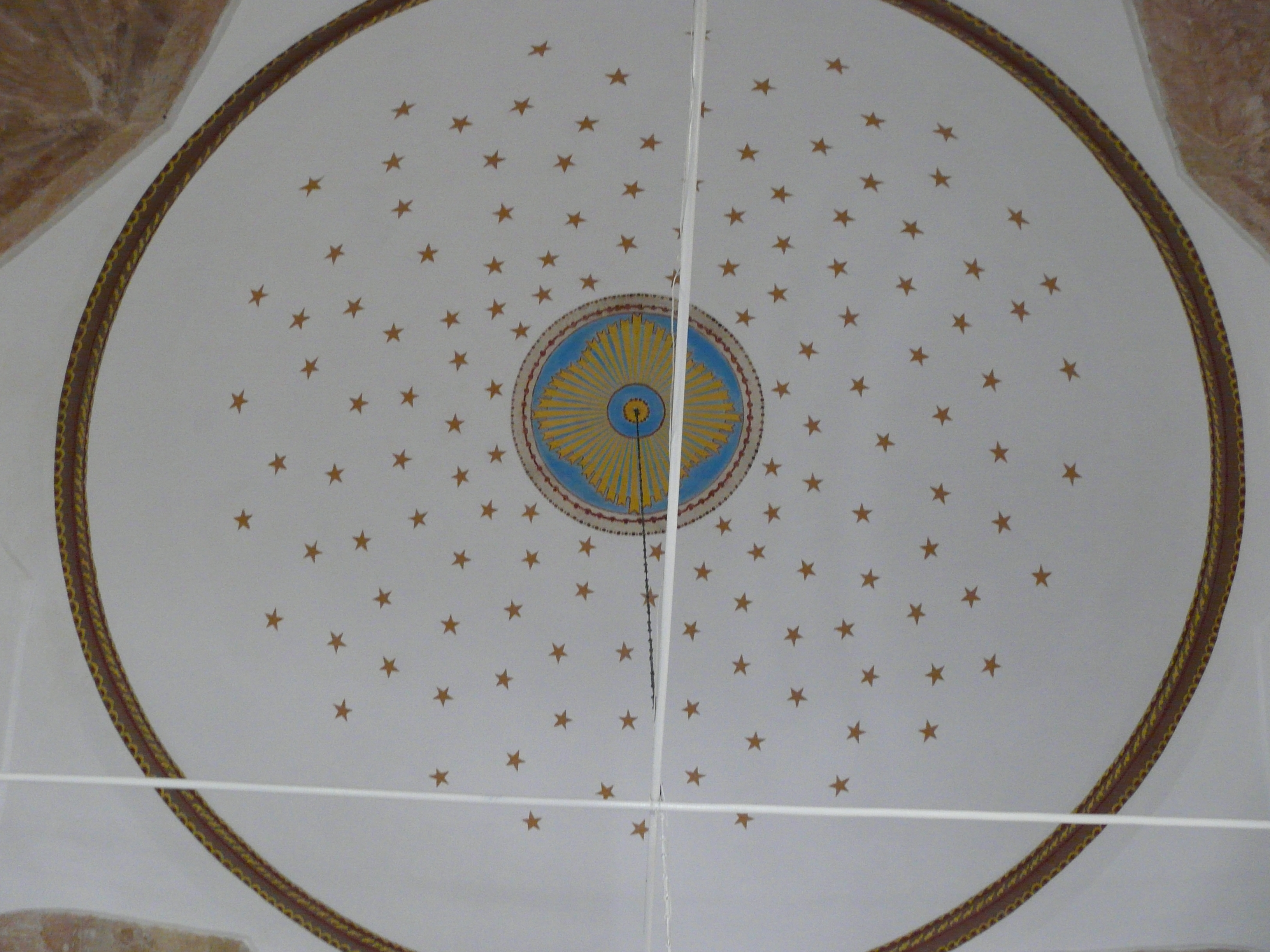
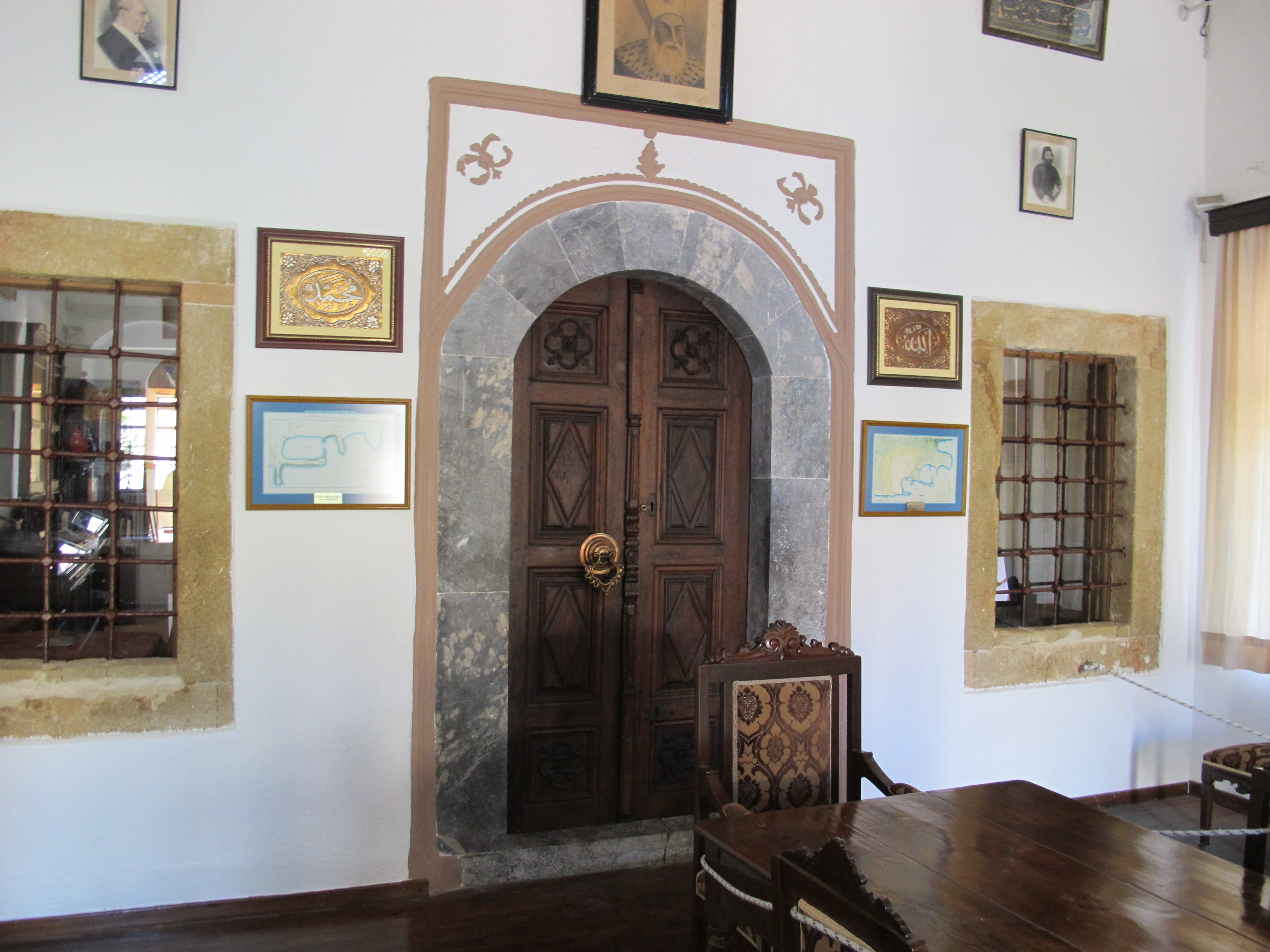
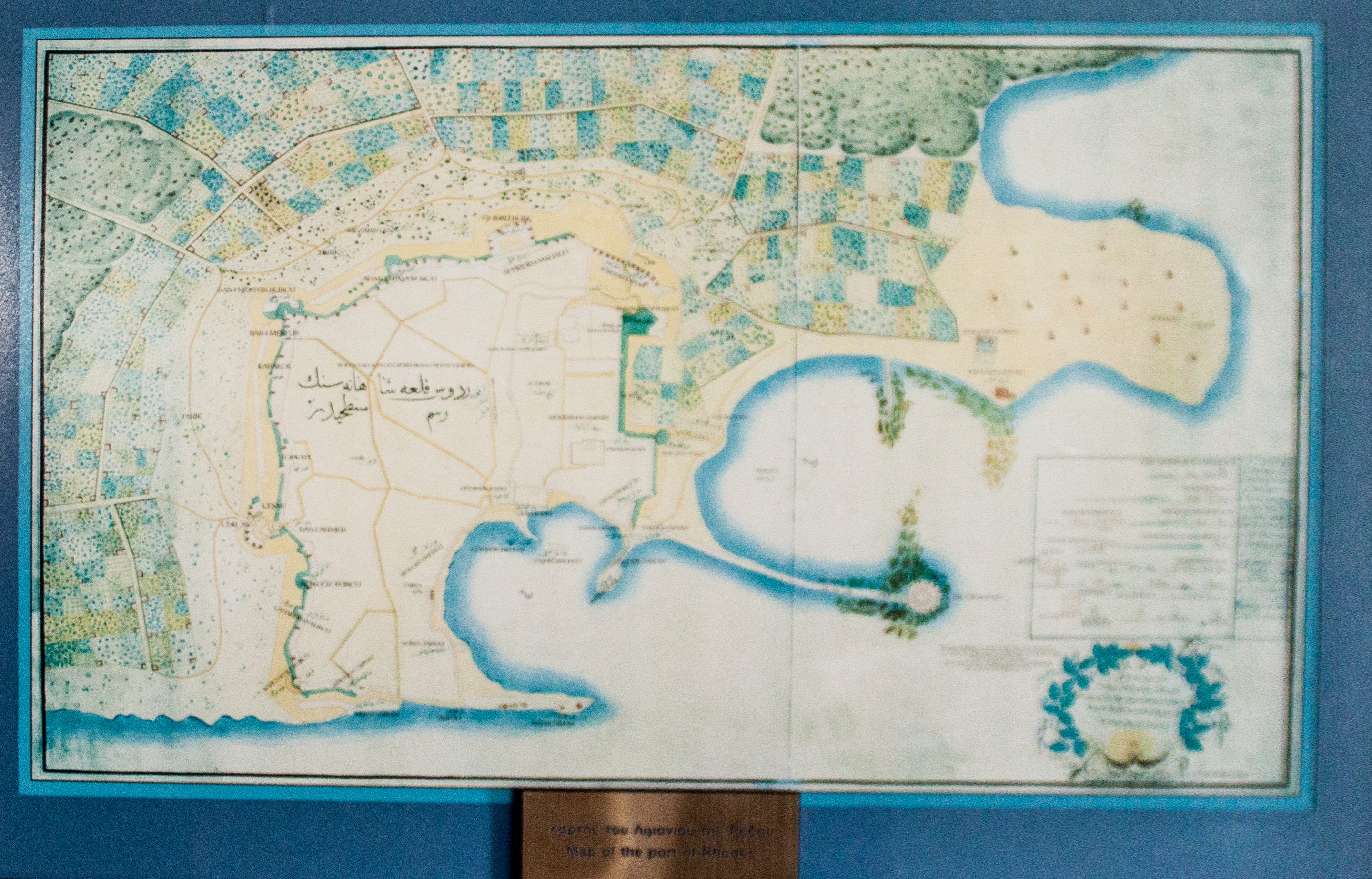
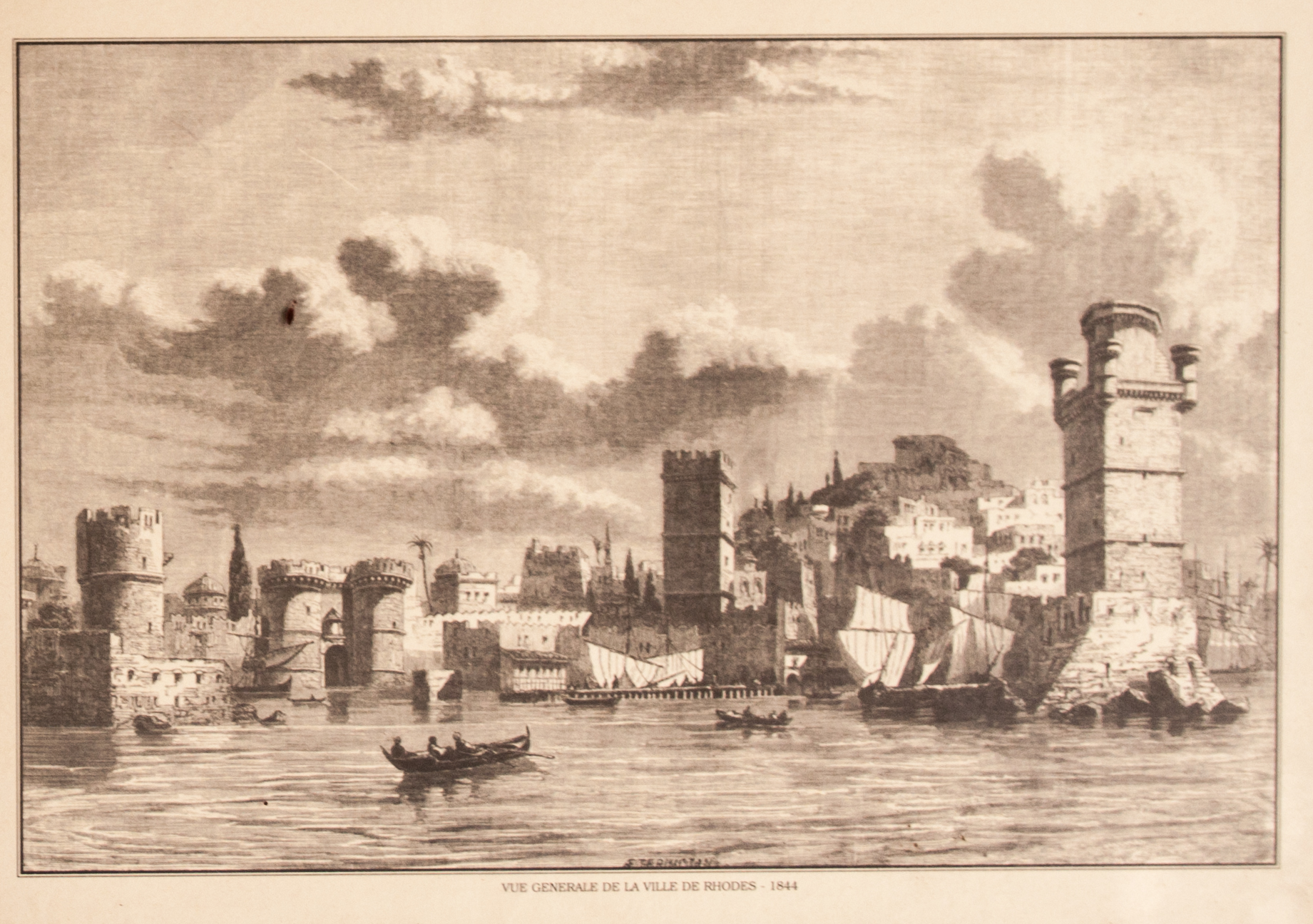
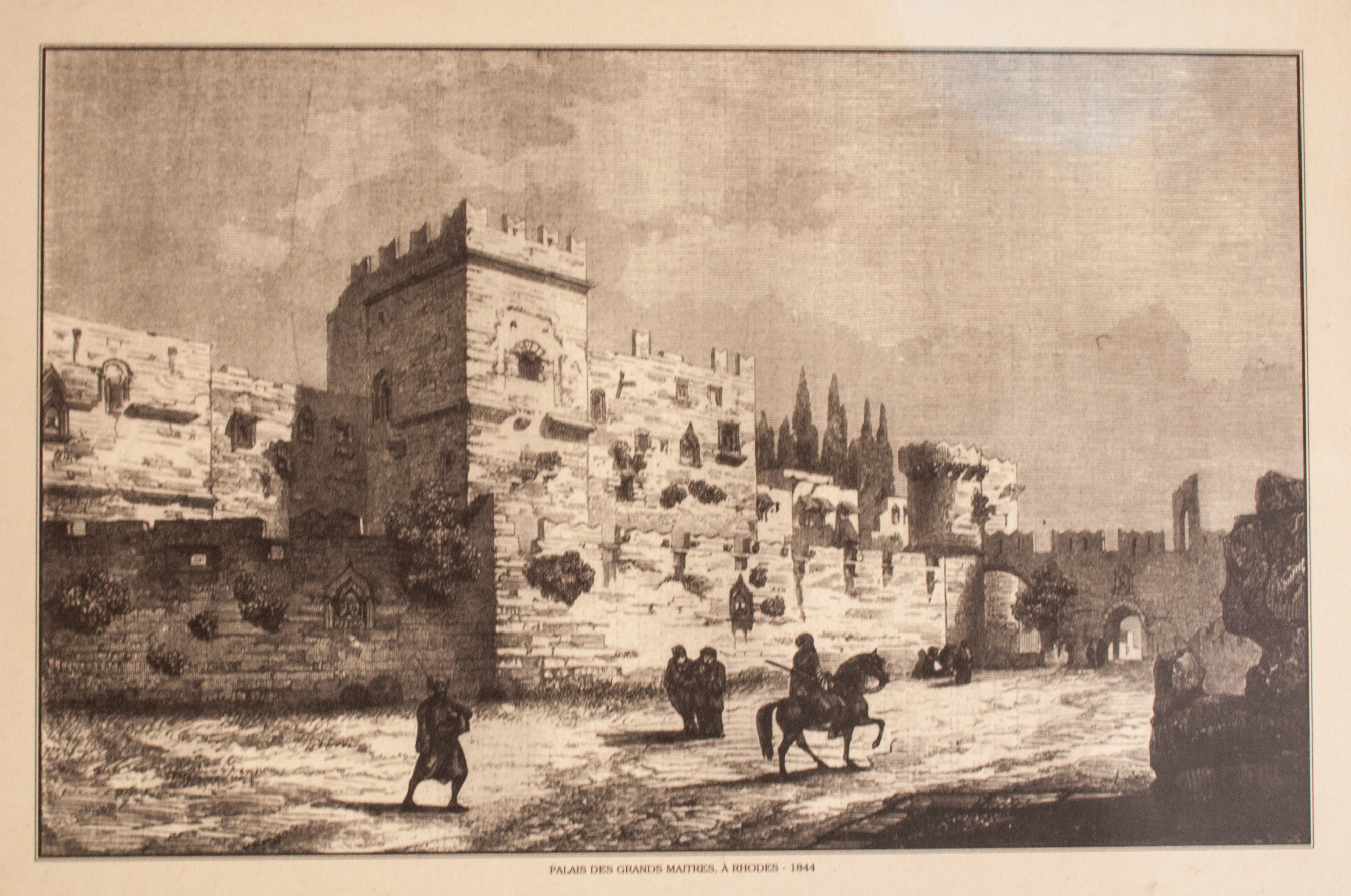